# Mühlbach (Isar, Kloster Schäftlarn)
Der Mühlbach ist ein linker Zufluss der Isar etwas unterhalb von Kloster Schäftlarn im Landkreis München in Bayern.

## Geographie

### Verlauf
Er entsteht aus den beiden Quellästen Klingenbach und Küchelbächle weniger als einen Kilometer nordöstlich des Klosters Schäftlarn in der Gemeinde Schäftlarn außerhalb des Hochwasserdamms der Isar. Er tritt schon hundert Meter weiter nördlich aufs Gebiet der Gemeinde Baierbrunn und in den Talwald der Isar über, fließt in diesem bald dies- und jenseits von deren Grenze zur Gemeinde Straßlach-Dingharting und mündet zuletzt im Gebiet von Straßlach-Dingharting von links in die dort in breitem Schotterbett mäandrierende Isar.
Auf der Uraufnahme sind die Quelläste in der Nähe des Klosters verbunden.

### Zuflüsse
Hierarchische Liste der Zuflüsse.
- Küchelbächel, linker Oberlauf auf dem Isartalgrund
  - Klosterschluchtgraben, von links von Ebenhausen herab. Unbeständig.
- Klingenbach, rechter Oberlauf auf dem Isartalgrund

## Galerie

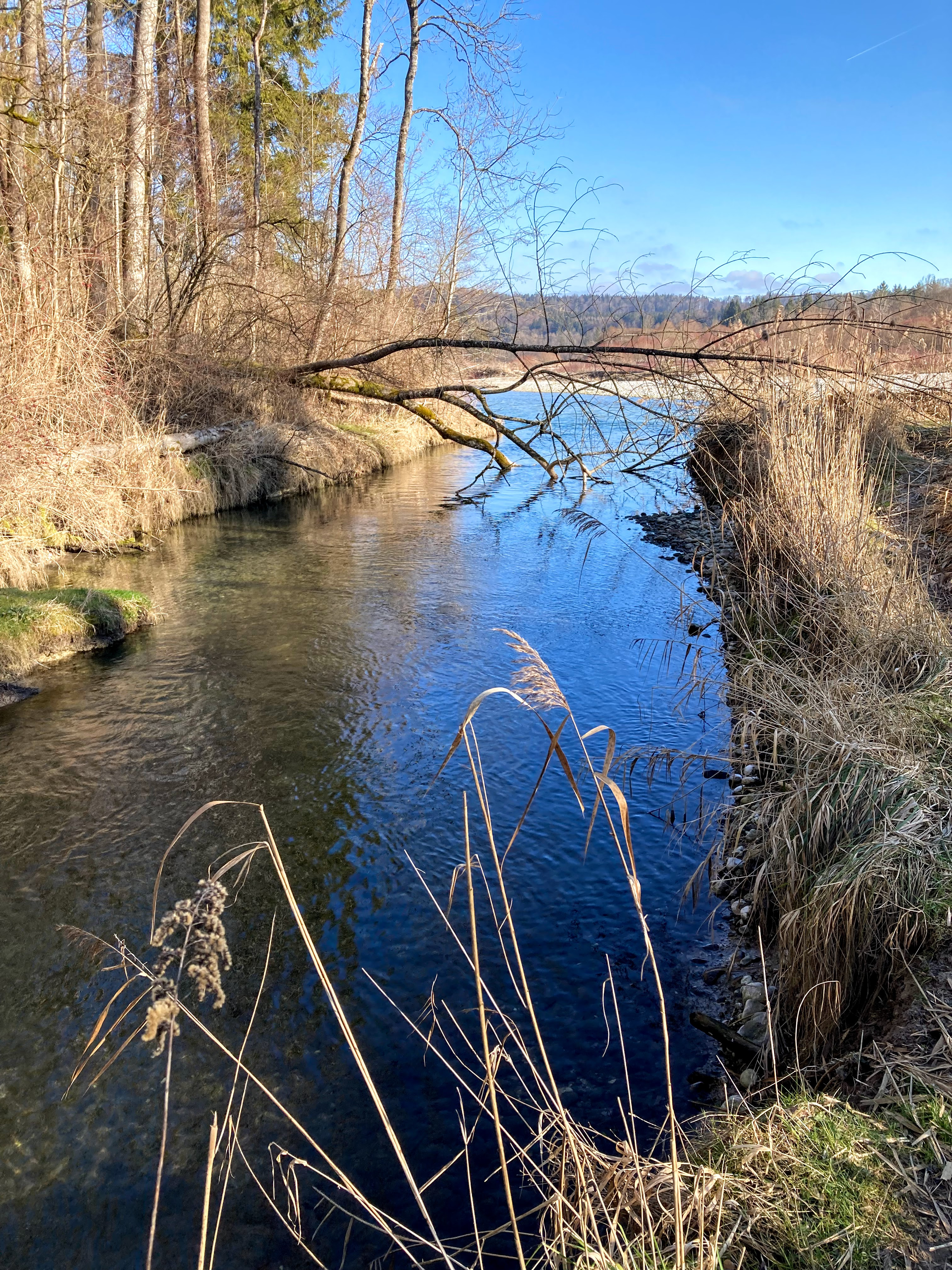
Mündung in die Isar